# 의학전문기자
의학 전문 기자(醫學 專門 記者, medical reporter)는 저널리스트의 하위 직종인 기자에 특정 분야별 전문직종으로 의학 관련 뉴스를 취재하여 기사로 작성하고 편집하는 사람이다. 대부분 전문의 자격을 취득한 의사를 뽑는 편이다.
의학 전문 잡지에서는 의학 연구자와 교섭하는 사람을 지칭하기도 한다. 
또한, 한국에서는 의학 관련 정보의 자체 검열을 하는 신문 기자나 방송 기자만을 지칭할 뿐만 아니라 의학 정보 프로그램 및 뉴스 내에서 현장에 소식을 전하는 방송인을 일컫는 말이기도 하다.

## 같이 보기
- 의료 저널리즘